# Estadio rue Henri Dunant
El Estadio rue Henri Dunant es un estadio de fútbol ubicado en el barrio de Beggen en ciudad de Luxemburgo y actualmente es la sede del FC Avenir Beggen.

## Historia
Fue construido en 1981 con capacidad para más de 4000 espectadores y su mayor asistencia de dio el 1 de mayo de 1987 en la derrota por 4-5 ante el FC Bayern Múnich cuando asistieron 4300 espectadores.